# Вибла могила

«Вибла могила» — комплексна пам'ятка природи місцевого значення. Пам'ятка природи розташована на території Баришівського району Київської області, Семенівська сільська рада. Пам'ятку створено рішенням Київського облвиконкому № 191 від 26.11.1991 р.

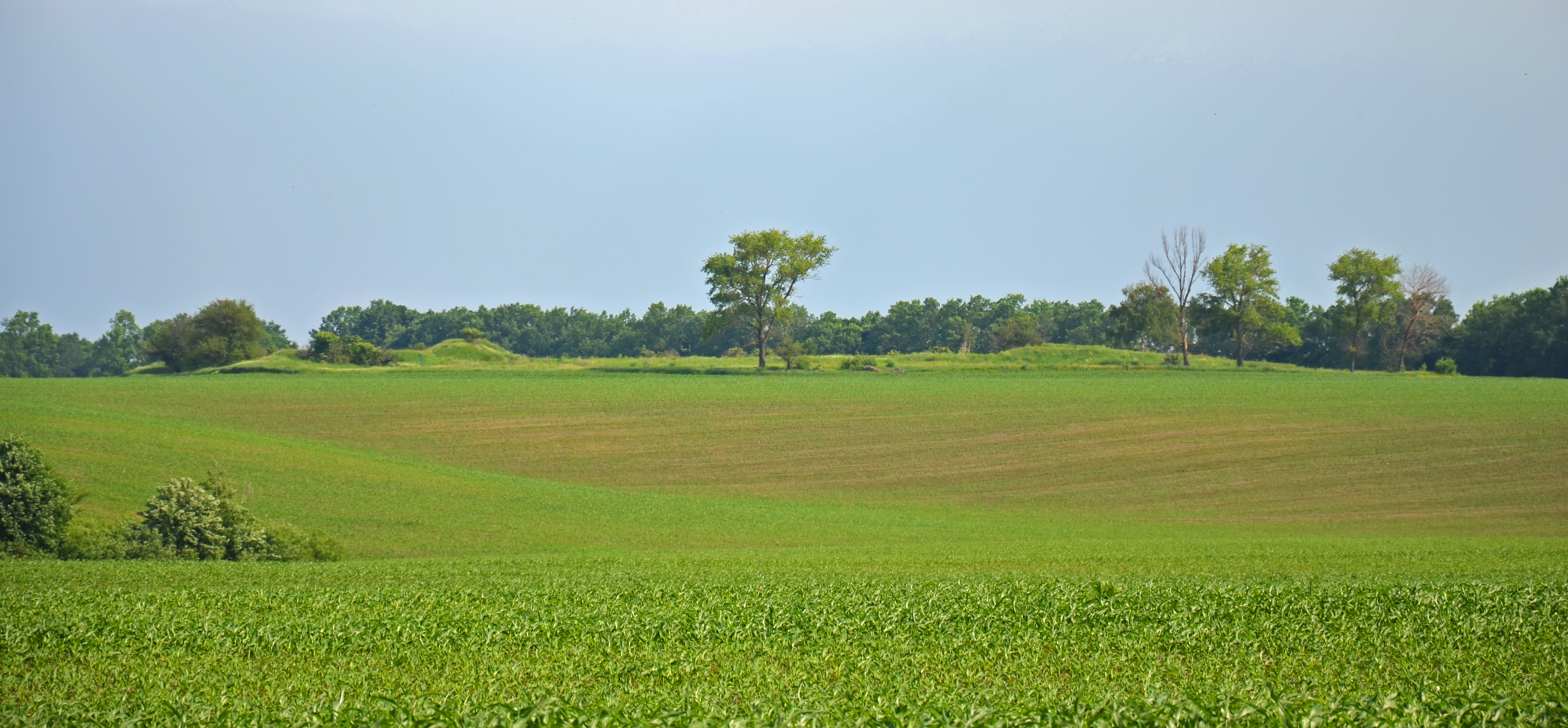
Вибла могила

Об'єкт є старовинним великим земляним укріпленням, на території якого зростають види рослин, занесені до Червоної книги України — ковила волосиста та інші.
Площа заказника — 2 га, створений у 1991 році.